# Гюрищки манастир
Гюрищкият манастир „Рождество на Пресвета Богородица“ (на македонска литературна норма: Ѓуришки манастир „Рождество на Пресвета Богородица“) е православен манастир, разположен на рида Гюрище, край щипското село Преод, източната част на Северна Македония. Част е от Брегалнишката епархия на Македонската православна църква – Охридска архиепископия.

## История
Манастирът е изграден в XI-XII век. В XVI век църквата е разрушена от турците. Сегашната манастирска църква е еднокорабна сграда с тристрана апсида на изток, в по-малки размери и без купол е възобновена в 1920-1930 година. Иконите на иконостаса са от XIX век, но не е известно от кой зограф са.
В 1907 година в манастира е проведен Гюрищкият конгрес на Скопски окръг на ВМОРО.
На 11 януари 1912 година, късно следобед, турска чета от околните села в състав около 20-25 души пристига в манастира и убива по най-жесток начин намиращите се там девет души: игумена йеромонах Алексий, 90-годишната му майка Ката, манастирския епитроп Арсо Ристов, 90-годишния манастирски готвач дядо Стоян, двама манастирски слуги и един говедар, кмета и поляка Андо от село Крушица, Скопско.